# Casa de Yi
La Casa de Yi o Casa Imperial de Corea, también llamada dinastía Yi o conocida como el clan Yi de Jeonju de la dinastía Joseon y el Imperio de Corea, formada por los descendientes de Yi Seonggye, el fundador de Joseon, conocido por su nombre póstumo: Taejo de Joseon ("antepasado más alto"). Todos sus descendientes son miembros del clan Yi de Jeonju, incluida la familia imperial del Imperio coreano (1897-1910).
Después del Tratado Japón-Corea de 1910, en el que el Imperio de Japón se anexó a la península de Corea, algunos miembros del clan Yi de Jeonju fueron incorporados a la Casa Imperial de Japón y a la nobleza japonesa por parte del gobierno japonés; lo cual duró hasta 1947, justo antes de que se promulgara la Constitución de Japón. Bajo el artículo 11 de la Constitución de Corea del Sur, el gobierno coreano no reconoce ninguna forma de casta privilegiada desde su promulgación en 1948. Sin embargo, continúan atrayendo la atención ocasional de los medios en Corea del Sur. Esto sucedió más recientemente con el funeral en julio de 2005 de Yi Gu, exjefe de la casa real. 
Desde la muerte de Yi Gu, príncipe imperial Hoeun en 2005, la sucesión del título para el jefe del clan Yi ha sido disputada. La Asociación de nietos imperiales, dirigida por miembros de la familia y la ciudad de Jeonju, hogar de la dinastía Yi, considera al príncipe Yi Seok como el jefe de la familia. Otra organización formada por Yi Won en 2012, 황실 문화원, presentó a Yi Won como el jefe de la casa. Finalmente, Yi Hae-won, la segunda hija del príncipe Yi Kang, hizo una segunda reclamación como "emperatriz de Corea" en una ceremonia privada organizada por sus seguidores en una habitación de hotel. La princesa Yi Hae-won murió en 2020.

## Historia

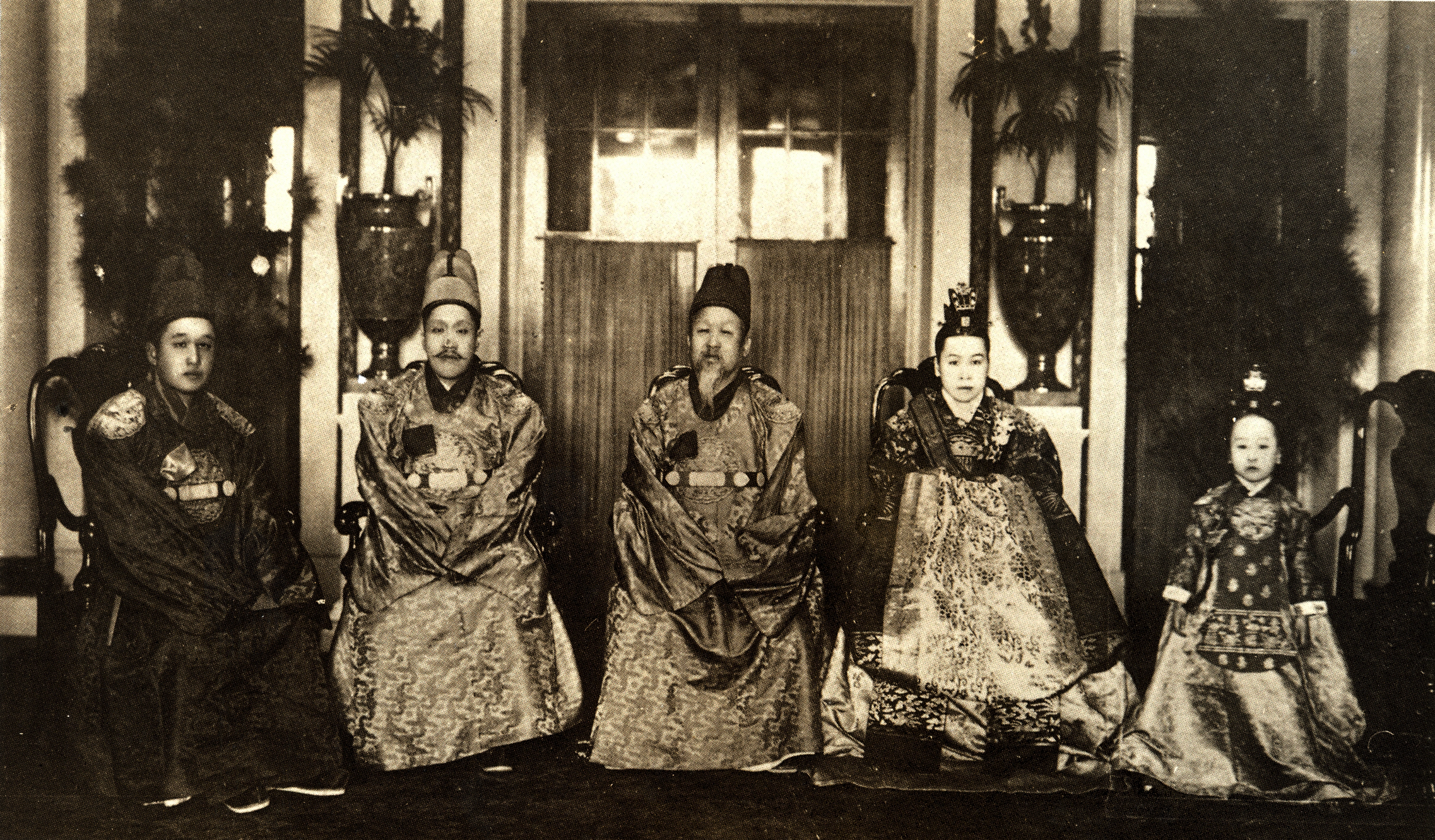
Familia imperial de Corea, Palacio Deoksugung.

En el siglo XIX, las tensiones aumentaron entre China y Japón, que culminaron en la primera guerra sino-japonesa. Gran parte de esta guerra se libró en la península de Corea. Japón, después de la Restauración Meiji, adquirió tecnología militar occidental y obligó a Joseon a firmar el Tratado de Ganghwa de 1876 después del incidente de la isla Ganghwa. Estableció una fuerte presencia económica en la península, anunciando el inicio de la expansión imperial japonesa en el este de Asia.
La derrota china en la guerra de 1894 llevó al Tratado de Shimonoseki, que oficialmente garantizó la independencia de Joseon de China. El tratado efectivamente otorgó a Japón el control directo sobre la política coreana. El tribunal de Joseon en 1894, presionado por la invasión, sintió la necesidad de reforzar la integridad nacional y declaró el Imperio coreano. El rey Gojong asumió el título de emperador para afirmar la independencia de Corea poniéndose en el mismo nivel que los emperadores chinos. Además, otras potencias extranjeras se acercaron a la tecnología militar, especialmente a Rusia, para defenderse de los japoneses. Técnicamente, 1894 marca el final del período de Joseon, ya que se cambió el nombre oficial del estado; sin embargo, la dinastía continuó, aunque perturbada por las intervenciones japonesas. Por ejemplo, el asesinato en 1895 de la consorte del emperador, la reina Myeongseong de Joseon, aparentemente fue orquestado por el general japonés Miura Gorō porque la emperatriz coreana fue eficaz para mantener a raya a Japón.
En 1910, la anexión japonesa de la península coreana efectivamente terminó el gobierno de la Casa de Yi. El colapso de la marina rusa en la histórica batalla de Port Arthur (en la que la Armada Imperial Rusa fue destruida en un ataque sorpresa decisivo), provocó un gran debilitamiento del paraguas de protección de Corea. El efecto combinado en China de las guerras del Opio en el sur y los ataques navales japoneses en el norte llevaron a los japoneses a ver a Corea como un punto de apoyo estratégico hacia el norte de China, al igual que Macao y Hong Kong eran enclaves comerciales portugueses e ingleses, respectivamente, en el sur de China.

## Mando colonial (1910-1945)
En una serie complicada de maniobras y contra-maniobras, Japón rechazó la flota rusa en 1905 (ver Guerra ruso-japonesa). Tanto las flotas de China como la de Rusia le dieron a Corea la protección suficiente para evitar una invasión directa, pero esta emboscada de la flota rusa le dio a Japón la libertad sobre el norte de China, y Corea quedó a merced de la nueva potencia naval regional de Japón.
Corea se convirtió en un protectorado de Japón en 1895, cuando Japón obligó al emperador Gojong a abdicar y los japoneses asesinaron a su consorte, Myeongseong.  Japón se anexó al país en 1910, y Corea se convirtió en una colonia del Japón imperial. Durante el gobierno colonial, los miembros de la familia Yi fueron mediatizados en la familia real (en japonés: 王公 族, romanizado: Ōkōzok) o se hicieron nobles coreanos (en japonés: 朝鮮 貴族, romanizado: Chōsen-kizoku).